# Pandanus barkleyi
Pandanus barkleyi là một loài thực vật có hoa trong họ Dứa dại. Loài này được Balf.f. miêu tả khoa học đầu tiên năm 1877.